# Bitva o průsmyk Šipka

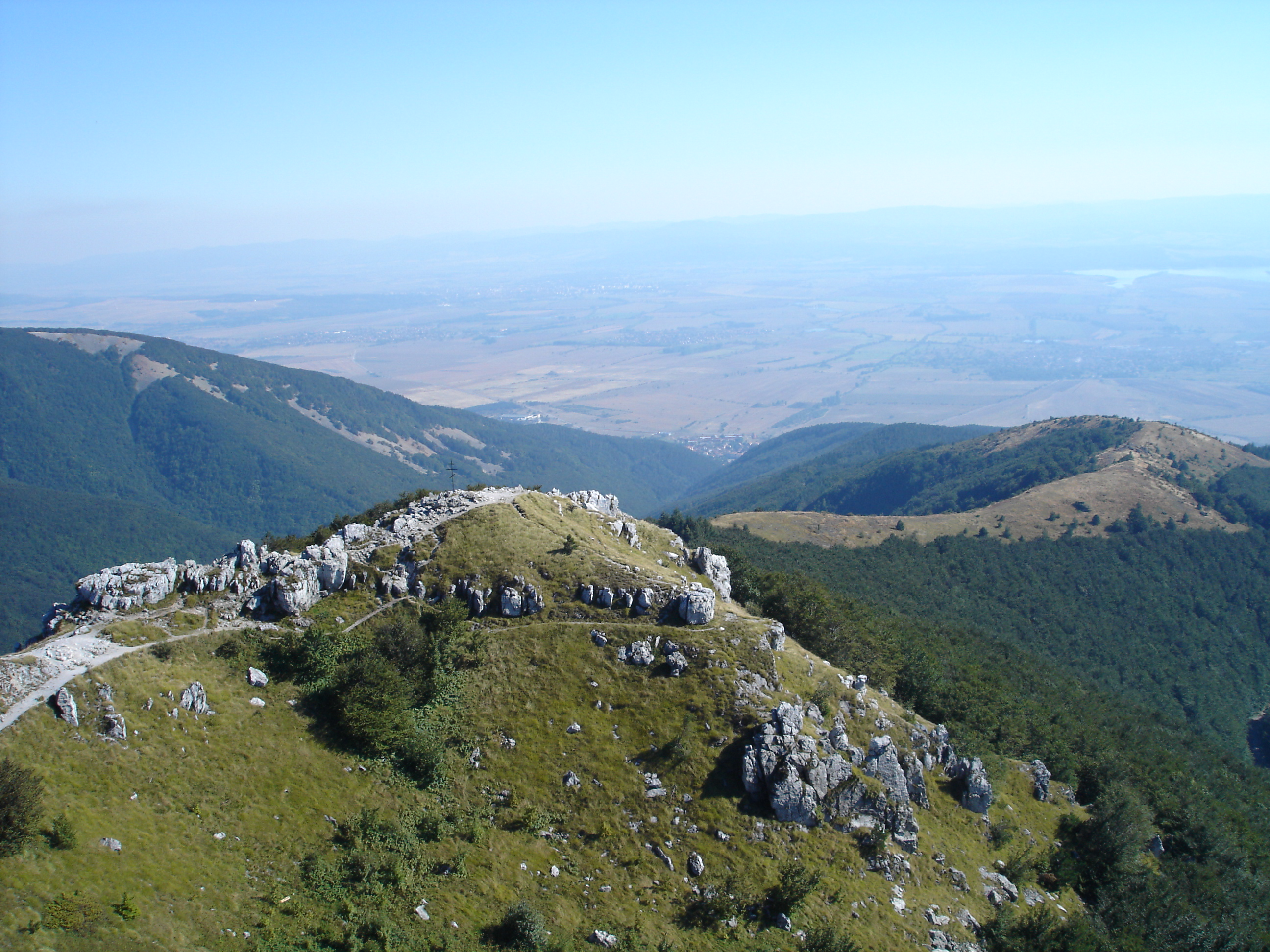
Pohled z průsmyku Šipka

Bitva o průsmyk Šipka bylo vojenské střetnutí mezi Ruskem a Osmanskou říší o kontrolu nad strategickým průsmykem Šipka během rusko-turecké války v letech 1877 až 1878.
Bitva o průsmyk Šipka proběhla v podobě čtyř bitev, vedených v období od července 1877 do ledna 1878.

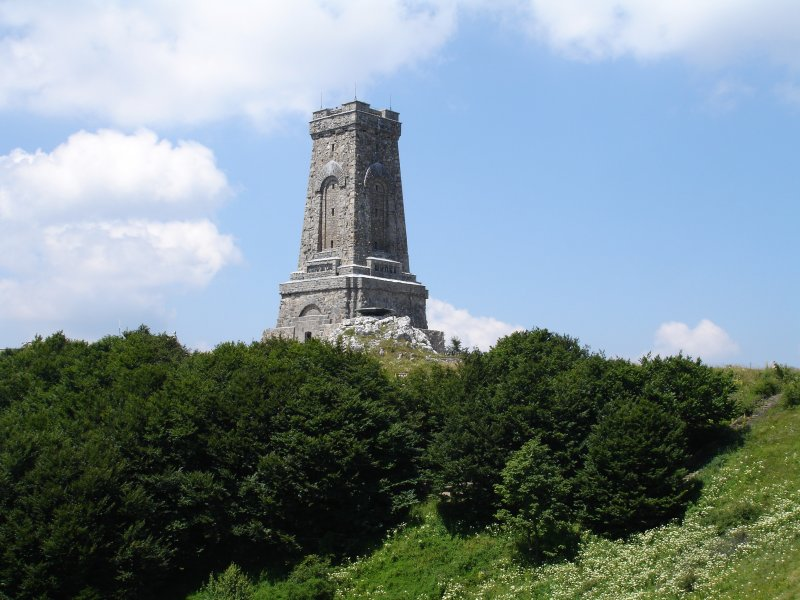
Pomník bitvy vztyčený v průsmyku

## První bitva o průsmyk Šipka
První bitva o průsmyk Šipka proběhla mezi 17. a 19. červenec 1877. Ruská armáda obsadila průsmyk, ze kterého se osmanská armáda po bojích stáhla.

## Druhá bitva o průsmyk Šipka
Druhá bitva o průsmyk Šipka proběhla mezi 21. a 26. srpnem 1877. Osmanská armáda zaútočila na průsmyk, ale byla odražena. Nejprudší boje probíhaly na hoře sv. Mikuláše, později nazvané vrch Stoletov, při obraně pozice na tzv. Orlím hnízdě. Obránce průsmyku tvořili z velké části bulharští dobrovolníci, tzv. opolčenci.

## Třetí bitva o průsmyk Šipka
Třetí bitva o průsmyk Šipka proběhla mezi 13. a 17. zářím 1877. Osmanská armáda opět zaútočila na průsmyk a opět byla po počátečních úspěších odražena.

## Čtvrtá bitva o průsmyk Šipka

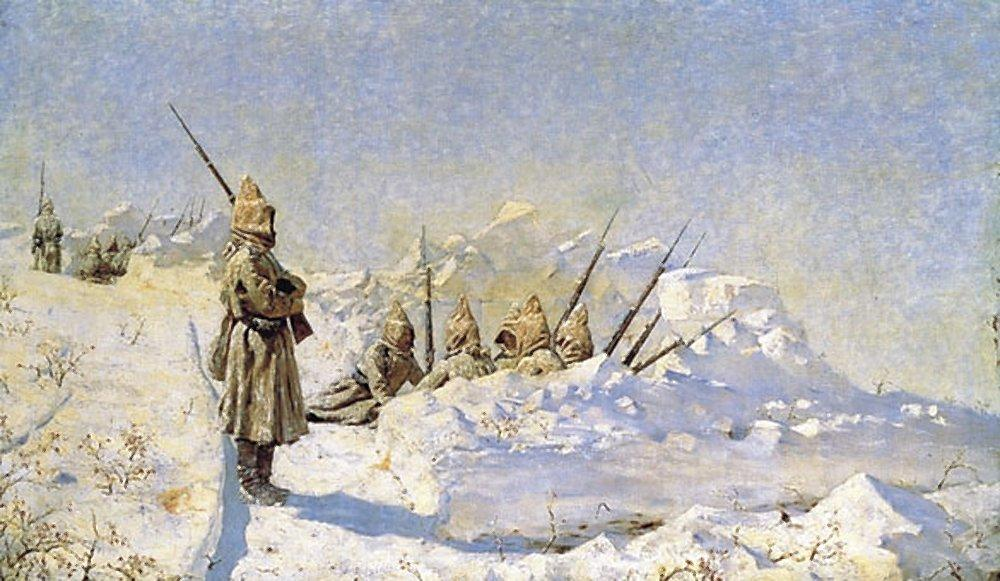
Vereščaginův obraz zachycující ruská postavení v průsmyku Šipka

Čtvrtá bitva o průsmyk Šipka proběhla mezi 5. a 9. lednem 1878. Ruská armáda zlomila osmanskou obranu u průsmyku, obránce obklíčila a donutila se vzdát. 

### Literatura

Památník